# Episcada helena
Episcada helena är en fjärilsart som beskrevs av Richard Haensch 1905. Episcada helena ingår i släktet Episcada och familjen praktfjärilar. Inga underarter finns listade i Catalogue of Life.